# Ologonosoma iguassuense
Ologonosoma iguassuense är en mångfotingart som först beskrevs av Christoph D. Schubart 1954.  Ologonosoma iguassuense ingår i släktet Ologonosoma och familjen orangeridubbelfotingar. Inga underarter finns listade i Catalogue of Life.